# Wereldkampioenschappen schaatsen allround 2020
De wereldkampioenschappen schaatsen allround 2020 vonden plaats tussen vrijdag 28 februari en zondag 1 maart in het Vikingskipet in Hamar, Noorwegen. Het was de twaalfde keer dat het WK in Hamar plaatsvond. Voor de mannen was het de 114e keer dat het toernooi werd gehouden en voor de vrouwen de 78e keer. Het was de vijfde keer dat de WK allround ná de WK afstanden gereden werd. Bovendien was het de eerste keer dat het WK allround werd verreden in combinatie met het WK sprint.
De titelhouders waren de Nederlander Patrick Roest bij de mannen en de Tsjechische Martina Sáblíková bij de vrouwen in Calgary, Canada. Patrick Roest volgde zichzelf op en werd voor de derde keer achtereenvolgend wereldkampioen allround. Ireen Wüst won bij de vrouwen haar zevende wereldtitel allround.

## Toewijzing
De volgende plaatsen/ijsbanen hadden een bid ingediend om het WK allround 2020 te mogen organiseren:
| Land      | Plaats    | IJsbaan                 | Capaciteit | Datum          |
| --------- | --------- | ----------------------- | ---------- | -------------- |
| Japan     | Hachinohe | Hachinohe Skating Arena | 3.015      | 7-8 maart 2020 |
| Noorwegen | Hamar     | Vikingskipet            | 9.000      | 7-8 maart 2020 |

Nadat de bidprocedure voor het WK allround 2020 was gestart, is besloten om de WK allround en WK sprint vanaf 2020 samen te voegen tot een toernooi. De volgende plaatsen/ijsbanen hadden een bid ingediend om het gecombineerde WK allround/sprint 2020 te mogen organiseren:
| Land             | Plaats         | IJsbaan                     | Datum                    |
| ---------------- | -------------- | --------------------------- | ------------------------ |
| Wit-Rusland      | Minsk          | Minsk Arena                 | 28 februari-1 maart 2020 |
| Duitsland        | Berlijn        | Sportforum Hohenschönhausen | 28 februari-1 maart 2020 |
| Japan            | Hachinohe      | Hachinohe Skating Arena     | 28 februari-1 maart 2020 |
| Italië           | Turijn         | Oval Lingotto               | 28 februari-1 maart 2020 |
| Noorwegen        | Hamar          | Vikingskipet                | 28 februari-1 maart 2020 |
| Verenigde Staten | Salt Lake City | Utah Olympic Oval           | 28 februari-1 maart 2020 |

Op 6 juni 2017 werd bekend dat het gecombineerde WK allround/sprint 2020 is toegewezen aan Hamar, Noorwegen.

## Programma
| Programma           | Programma                                                               | Programma                                                                   |
| ------------------- | ----------------------------------------------------------------------- | --------------------------------------------------------------------------- |
| vrijdag 28 februari | zaterdag 29 februari                                                    | zondag 1 maart                                                              |
|                     | 500 meter vrouwen 500 meter mannen 3000 meter vrouwen 5000 meter mannen | 1500 meter vrouwen 1500 meter mannen 5000 meter vrouwen 10.000 meter mannen |

## Mannen

### Startplaatsen/kwalificatie
Een deel van de startplaatsen per land (met een maximum van twee) werd reeds vergeven op het WK van 2019 in Calgary. De rest van de startplaatsen werd verdeeld bij de eerste vier wedstrijden van de wereldbeker schaatsen 2019/2020.

### Afstandspodia
| Afstand | Goud             | Zilver                | Brons            |
| ------- | ---------------- | --------------------- | ---------------- |
| 500m    | Seitaro Ichinohe | Tyson Langelaar       | Shane Williamson |
| 5000m   | Patrick Roest    | Sverre Lunde Pedersen | Jordan Belchos   |
| 1500m   | Patrick Roest    | Sverre Lunde Pedersen | Seitaro Ichinohe |
| 10.000m | Patrick Roest    | Seitaro Ichinohe      | Sergej Trofimov  |

### Klassement
| Rang   | Schaatser             | Land | 500m       | 5000m        | 1500m        | 10.000m      | Punten  |
| ------ | --------------------- | ---- | ---------- | ------------ | ------------ | ------------ | ------- |
| Goud   | Patrick Roest         | NED  | 36,52 (7)  | 6.14,35 (1)  | 1.44,41 (1)  | 13.02,45 (1) | 147,880 |
| Zilver | Sverre Lunde Pedersen | NOR  | 36,37 (5)  | 6.19,40 (2)  | 1.45,02 (2)  | 13.19,22 (7) | 149,277 |
| Brons  | Seitaro Ichinohe      | JPN  | 36,17 (1)  | 6.24,63 (8)  | 1.45,85 (3)  | 13.07,88 (2) | 149,310 |
| 4      | Jan Blokhuijsen       | NED  | 36,64 (8)  | 6.22,93 (7)  | 1.45,97 (4)  | 13.12,38 (5) | 149,875 |
| 5      | Sergej Trofimov       | RUS  | 37,00 (14) | 6.21,95 (4)  | 1.46,28 (9)  | 13.10,47 (3) | 150,144 |
| 6      | Shane Williamson      | JPN  | 36,31 (3)  | 6.30,12 (16) | 1.46,27 (8)  | 13.39,33 (8) | 151,711 |
| 7      | Ted-Jan Bloemen       | CAN  | 37,96 (21) | 6.22,82 (5)  | 1.48,50 (16) | 13.10,95 (4) | 151,955 |
| 8      | Jordan Belchos        | CAN  | 38,35 (23) | 6.20,76 (3)  | 1.47,68 (13) | 13.15,01 (6) | 152,069 |
| 9      | Riku Tsuchiya         | JPN  | 36,74 (11) | 6.26,76 (12) | 1.46,42 (10) |              | 110,889 |
| 10     | Bart Swings           | BEL  | 37,01 (15) | 6.26,74 (11) | 1.46,14 (6)  |              | 111,064 |
| 11     | Hallgeir Engebråten   | NOR  | 36,71 (10) | 6.30,04 (15) | 1.46,18 (7)  |              | 111,107 |
| 12     | Håvard Bøkko          | NOR  | 36,45 (6)  | 6.28,85 (13) | 1.49,20 (19) |              | 111,735 |
| 13     | Tyson Langelaar       | CAN  | 36,29 (2)  | 6.39,72 (21) | 1.46,48 (11) |              | 111,755 |
| 14     | Livio Wenger          | SUI  | 36,98 (13) | 6.32,98 (17) | 1.46,76 (12) |              | 111,864 |
| 15     | Daniil Beliaev        | RUS  | 36,86 (12) | 6.38,84 (20) | 1.46,09 (5)  |              | 112,107 |
| 16     | Vitaliy Schigolev     | KAZ  | 37,40 (18) | 6.26,13 (10) | 1.48,62 (18) |              | 112,219 |
| 17     | Roeslan Zacharov      | RUS  | 38,19 (22) | 6.22,92 (6)  | 1.48,40 (15) |              | 112,615 |
| 18     | Alemasi Kahanbai      | CHN  | 36,64 (9)  | 6.41,55 (22) | 1.48,02 (14) |              | 112,801 |
| 19     | Demyan Gavrilov       | KAZ  | 37,22 (17) | 6.42,92 (23) | 1.48,61 (17) |              | 113,715 |
| 20     | Dmitry Morozov        | KAZ  | 37,58 (20) | 6.36,48 (18) | 1.50,17 (21) |              | 113,951 |
| 21     | Marcin Bachanek       | POL  | 36,32 (4)  | 6.53,22 (24) | 1.49,36 (20) |              | 114,095 |
| 22     | Sven Kramer           | NED  | 37,49 (19) | 6.25,54 (9)  |              |              | 76,044  |
| 23     | Andrea Giovannini     | ITA  | 37,20 (16) | 6.37,96 (19) |              |              | 76,996  |
| 24     | Davide Ghiotto        | ITA  | 39,31 (24) | 6.29,96 (14) |              |              | 78,306  |

## Vrouwen

### Startplaatsen/kwalificatie
Een deel van de startplaatsen per land (met een maximum van twee) werd reeds vergeven op het WK van 2019 in Calgary. De rest van de startplaatsen werd verdeeld bij de eerste vier wedstrijden van de wereldbeker schaatsen 2019/2020. 

### Afstandspodia
| Afstand | Goud              | Zilver             | Brons               |
| ------- | ----------------- | ------------------ | ------------------- |
| 500m    | Karolina Bosiek   | Nana Takagi        | Jelizaveta Kazelina |
| 3000m   | Martina Sáblíková | Ivanie Blondin     | Ireen Wüst          |
| 1500m   | Ireen Wüst        | Jevgenia Lalenkova | Nana Takagi         |
| 5000m   | Martina Sáblíková | Ireen Wüst         | Antoinette de Jong  |

### Klassement
| Rang   | Schaatsster            | Land | 500m       | 3000m        | 1500m        | 5000m       | Punten  |
| ------ | ---------------------- | ---- | ---------- | ------------ | ------------ | ----------- | ------- |
| Goud   | Ireen Wüst             | NED  | 38,96 (4)  | 4.02,60 (3)  | 1.53,89 (1)  | 7.01,68 (2) | 159,524 |
| Zilver | Ivanie Blondin         | CAN  | 39,19 (8)  | 4.02,54 (2)  | 1.55,21 (5)  | 7.04,46 (4) | 160,462 |
| Brons  | Antoinette de Jong     | NED  | 39,39 (12) | 4.03,40 (5)  | 1.55,19 (4)  | 7.02,79 (3) | 160,631 |
| 4      | Martina Sáblíková      | CZE  | 40,30 (18) | 4.01,89 (1)  | 1.55,89 (7)  | 6.53,94 (1) | 160,639 |
| 5      | Melissa Wijfje         | NED  | 39,15 (6)  | 4.02,81 (4)  | 1.55,72 (6)  | 7.05,20 (5) | 160,711 |
| 6      | Jevgenia Lalenkova     | RUS  | 39,29 (9)  | 4.04,30 (9)  | 1.54,85 (2)  | 7.05,20 (5) | 160,809 |
| 7      | Francesca Lollobrigida | ITA  | 39,30 (10) | 4.04,14 (8)  | 1.57,22 (13) | 7.12,00 (7) | 162,263 |
| 8      | Nana Takagi            | JPN  | 38,86 (2)  | 4.08,59 (13) | 1.55,15 (3)  | 7.19,56 (8) | 162,630 |
| 9      | Ayano Sato             | JPN  | 38,99 (5)  | 4.06,68 (10) | 1.56,03 (8)  |             | 118,779 |
| 10     | Jelizaveta Kazelina    | RUS  | 38,86 (3)  | 4.08,82 (14) | 1.56,39 (9)  |             | 119,126 |
| 11     | Nikola Zdráhalová      | CZE  | 39,18 (7)  | 4.09,34 (16) | 1.56,73 (11) |             | 119,646 |
| 12     | Natalja Voronina       | RUS  | 40,21 (15) | 4.04,13 (7)  | 1.56,68 (10) |             | 119,791 |
| 13     | Karolina Bosiek        | POL  | 38,76 (1)  | 4.12,90 (18) | 1.57,42 (15) |             | 120,050 |
| 14     | Isabelle Weidemann     | CAN  | 40,67 (22) | 4.04,03 (6)  | 1.56,87 (12) |             | 120,297 |
| 15     | Han Mei                | CHN  | 39,35 (11) | 4.14,71 (22) | 1.57,33 (14) |             | 120,911 |
| 16     | Yin Qi                 | CHN  | 39,48 (13) | 4.13,70 (20) | 1.57,68 (16) |             | 120,989 |
| 17     | Valérie Maltais        | CAN  | 40,24 (17) | 4.09,01 (15) | 1.59,29 (18) |             | 121,504 |
| 18     | Nadezjda Morozova      | KAZ  | 40,15 (14) | 4.08,25 (12) | 2.01,54 (22) |             | 122,038 |
| 19     | Claudia Pechstein      | GER  | 41,06 (24) | 4.09,66 (17) | 1.59,14 (17) |             | 122,383 |
| 20     | Nene Sakai             | JPN  | 40,22 (16) | 4.12,91 (19) | 2.00,47 (20) |             | 122,527 |
| 21     | Roxanne Dufter         | GER  | 40,53 (19) | 4.14,83 (23) | 1.59,31 (19) |             | 122,771 |
| 22     | Sofie Karoline Haugen  | NOR  | 40,71 (23) | 4.14,21 (21) | 2.00,62 (21) |             | 123,284 |
| 23     | Karolina Gąsecka       | POL  | 40,60 (21) | 4.19,74 (24) | 2.04,32 (23) |             | 125,330 |
| 24     | Marina Zoejeva         | BLR  | 40,56 (20) | 4.08,25 (11) |              |             | 81,935  |